# モーニング娘。’14 カップリングコレクション2
『モーニング娘。'14 カップリングコレクション2』（モーニングむすめワンフォー カップリングコレクションツー）は、2014年3月12日にアップフロントワークス（zetimaレーベル）から発売されたモーニング娘。のベスト・アルバムである。「モーニング娘。'14」名義でのリリース。

## 概要
初回生産限定盤と通常盤の2形態で発売。初回生産限定盤はCD+DVD、通常盤はCDのみ。
「愛して 愛して 後一分」（41stシングル「気まぐれプリンセス」に収録）から、54thシングル「わがまま 気のまま 愛のジョーク/愛の軍団」の「負ける気しない 今夜の勝負」「坊や」「ふんわり恋人一年生」までの各カップリング曲に加え、むてん娘。（モーニング娘。）名義のシングル「あっぱれ回転ずし!」のカップリング曲を収録したベスト・アルバム。
タイトルには「モーニング娘。'14」とあるが、発売日の時点で「モーニング娘。'14」名義のカップリング曲は存在しない（55thシングル「笑顔の君は太陽さ/君の代わりは居やしない/What is LOVE?」にはカップリング曲がない）ため、このアルバムには「モーニング娘。'14」名義の曲はない。
カップリングの異なったタイプを発売したシングル（「この地球の平和を本気で願ってるんだよ!」と「恋愛ハンター」から「わがまま 気のまま 愛のジョーク/愛の軍団」までのシングル）が多数存在するため、シングル15作に対して31曲が収録されている。

## 収録曲

### CD
- 全作詞・作曲：つんく / プロデュース：つんく♂
- 特に記載のないものは、各シングル収録時に在籍するメンバー全員参加の曲である。

#### Disc.1
1. 愛して 愛して 後一分 [3:49]
  - 編曲：平田祥一郎

41stシングル「気まぐれプリンセス」カップリング曲。
2. 泣き出すかもしれないよ [4:16]
  - 編曲：AKIRA

42ndシングル「女が目立って なぜイケナイ」カップリング曲。
3. 友（とも） [4:49]
  - 編曲：AKIRA

43rdシングル「青春コレクション」カップリング曲。
4. くら寿司 ビッくらポン! / むてん娘。（モーニング娘。） [2:11]
  - 編曲：湯浅公一

むてん娘。（モーニング娘。）名義のシングル「あっぱれ回転ずし!」カップリング曲。
5. 愛され過ぎることはないのよ [4:46]
  - 編曲：大久保薫

44thシングル「女と男のララバイゲーム」カップリング曲。
6. もっと愛してほしいの [4:17]
  - 編曲：大久保薫

45thシングル「まじですかスカ!」カップリング曲。
7. やめてよ!シンドバッド [3:40]
  - 編曲：板垣祐介

46thシングル「Only you」カップリング曲。
8. 彼と一緒にお店がしたい! [4:40]
  - 編曲：大久保薫

47thシングル「この地球の平和を本気で願ってるんだよ!」初回生産限定盤A・B・C、通常盤カップリング曲。
シングルに収録されたバージョンとは異なり、イントロの一部がカットされている。
9. 自信持って 夢を持って 飛び立つから / 高橋愛 [4:04]
  - 編曲：板垣祐介

47thシングル「この地球の平和を本気で願ってるんだよ!」高橋愛卒業記念盤カップリング曲。
10. 悲しき恋のメロディー [4:20]
  - 編曲：大久保薫

48thシングル「ピョコピョコ ウルトラ」カップリング曲。
11. 私がいて 君がいる [3:55]
  - 編曲：板垣祐介

49thシングル「恋愛ハンター」初回生産限定盤A・B・C・D、通常盤カップリング曲。
12. 笑顔に涙 〜THANK YOU! DEAR MY FRIENDS〜 / 新垣里沙 [4:36]
  - 編曲：大久保薫

49thシングル「恋愛ハンター」初回生産限定盤E（新垣里沙卒業記念盤）カップリング曲。
13. 私の時代! / モーニング娘。ロッキーズ [4:09]
  - 編曲：平田祥一郎

50thシングル「One・Two・Three/The 摩天楼ショー」初回生産限定盤A・Bカップリング曲。
14. アイサレタイノニ… / モーニング娘。Q期 [4:46]
  - 編曲：平田祥一郎

50thシングル「One・Two・Three/The 摩天楼ショー」初回生産限定盤C・Dカップリング曲。
15. 青春ど真ん中 / モーニング娘。天気組 [3:57]
  - 編曲：大久保薫

50thシングル「One・Two・Three/The 摩天楼ショー」初回生産限定盤E・Fカップリング曲。

#### Disc.2
1. 普通の少女A / 田中れいな・佐藤優樹・工藤遥 [3:47]
  - 編曲：平田祥一郎

51stシングル「ワクテカ Take a chance」初回生産限定盤A・Bカップリング曲。
2. 大好き100万点 / 譜久村聖・石田亜佑美 [4:24]
  - 編曲：高橋諭一

51stシングル「ワクテカ Take a chance」初回生産限定盤C・Dカップリング曲。
3. 信念だけは貫き通せ! / 道重さゆみ・生田衣梨奈・鞘師里保・鈴木香音・飯窪春菜 [3:57]
  - 編曲：板垣祐介

51stシングル「ワクテカ Take a chance」初回生産限定盤E・Fカップリング曲。
4. Loveイノベーション [4:33]
  - 編曲：河野伸

51stシングル「ワクテカ Take a chance」通常盤カップリング曲。
5. Happy大作戦 [4.22]
  - 編曲：大久保薫

52ndシングル「Help me!!」初回生産限定盤A・B・C、通常盤Bカップリング曲。
6. 哀愁ロマンティック / 道重さゆみ・譜久村聖 [4:51]
  - 編曲：大久保薫

52ndシングル「Help me!!」初回生産限定盤Dカップリング曲。
7. 私のでっかい花 / 田中れいな・飯窪春菜・石田亜佑美 [5:00]
  - Rapアレンジ：U.M.E.D.Y / 編曲：AKIRA

52ndシングル「Help me!!」初回生産限定盤Eカップリング曲。
8. なには友あれ! / 生田衣梨奈・鈴木香音・佐藤優樹・工藤遥 [4:36]
  - 編曲：平田祥一郎

52ndシングル「Help me!!」初回生産限定盤Fカップリング曲。
9. 大好きだから絶対に許さない / 鞘師里保・小田さくら [4:14]
  - 編曲：大久保薫

52ndシングル「Help me!!」通常盤Aカップリング曲。
10. A B C D E-cha E-chaしたい [4:21]
  - 編曲：大久保薫

53rdシングル「ブレインストーミング/君さえ居れば何も要らない」初回生産限定盤A・B・C、通常盤Bカップリング曲。
11. トキメクトキメケ / 道重さゆみ・譜久村聖・生田衣梨奈・飯窪春菜・石田亜佑美 [3:43]
  - 編曲：江上浩太郎

53rdシングル「ブレインストーミング/君さえ居れば何も要らない」初回生産限定盤Dカップリング曲。
12. いつもとおんなじ制服で / 鞘師里保・鈴木香音・佐藤優樹・工藤遥・小田さくら [3:58]
  - 編曲：江上浩太郎

53rdシングル「ブレインストーミング/君さえ居れば何も要らない」初回生産限定盤Eカップリング曲。
13. Rockの定義 / 田中れいな [4:03]
  - 編曲：大久保薫

53rdシングル「ブレインストーミング/君さえ居れば何も要らない」通常盤Aカップリング曲。
14. 負ける気しない 今夜の勝負 [4:37]
  - 編曲：江上浩太郎

54thシングル「わがまま 気のまま 愛のジョーク/愛の軍団」初回生産限定盤A・B・Cカップリング曲。
15. 坊や / 道重さゆみ・譜久村聖・飯窪春菜・佐藤優樹・工藤遥 [3:42]
  - 編曲：大久保薫

54thシングル「わがまま 気のまま 愛のジョーク/愛の軍団」初回生産限定盤D、通常盤Aカップリング曲。
16. ふんわり恋人一年生 / 生田衣梨奈・鞘師里保・鈴木香音・石田亜佑美・小田さくら [4:43]
  - 編曲：AKIRA

54thシングル「わがまま 気のまま 愛のジョーク/愛の軍団」初回生産限定盤E、通常盤Bカップリング曲。

### 初回生産限定盤付属DVD
1. 愛して 愛して 後一分
from モーニング娘。コンサートツアー2010春 〜ピカッピカッ!〜
2. 泣き出すかもしれないよ
from モーニング娘。コンサートツアー2010秋 〜ライバル サバイバル〜
3. 友（とも）
from モーニング娘。コンサートツアー2010秋 〜ライバル サバイバル〜
4. 愛され過ぎることはないのよ
from モーニング娘。コンサートツアー2010秋 〜ライバル サバイバル〜
5. もっと愛してほしいの
from モーニング娘。コンサートツアー2011春 新創世記 ファンタジーDX 〜9期メンを迎えて〜
6. やめてよ!シンドバッド
from モーニング娘。コンサートツアー2011秋 愛 BELIEVE 〜高橋愛 卒業記念スペシャル〜
7. 彼と一緒にお店がしたい! 
from モーニング娘。コンサートツアー2012春 〜ウルトラスマート〜 新垣里沙 光井愛佳卒業スペシャル
8. 自信持って 夢を持って 飛び立つから
from モーニング娘。コンサートツアー2011秋 愛 BELIEVE 〜高橋愛 卒業記念スペシャル〜
9. 悲しき恋のメロディー
from モーニング娘。コンサートツアー2012春 〜ウルトラスマート〜 新垣里沙 光井愛佳卒業スペシャル
10. 笑顔に涙 〜THANK YOU! DEAR MY FRIENDS〜
from モーニング娘。コンサートツアー2012春 〜ウルトラスマート〜 新垣里沙 光井愛佳卒業スペシャル
11. 私の時代!
from モーニング娘。誕生15周年記念コンサートツアー2012秋 〜カラフルキャラクター〜
12. アイサレタイノニ…
from モーニング娘。誕生15周年記念コンサートツアー2012秋 〜カラフルキャラクター〜
13. 青春ど真ん中
from モーニング娘。誕生15周年記念コンサートツアー2012秋 〜カラフルキャラクター〜
14. 信念だけは貫き通せ!
from モーニング娘。誕生15周年記念コンサートツアー2012秋 〜カラフルキャラクター〜
15. Happy大作戦
from モーニング娘。コンサートツアー2013春 ミチシゲ☆イレブンSOUL 〜田中れいな卒業記念日〜 in 日本武道館
16. 哀愁ロマンティック
from モーニング娘。コンサートツアー2013春 ミチシゲ☆イレブンSOUL 〜田中れいな卒業記念日〜 in 日本武道館
17. A B C D E-cha E-chaしたい
from ナルチカ 2013冬 モーニング娘。
18. トキメクトキメケ
from モーニング娘。コンサートツアー2013春 ミチシゲ☆イレブンSOUL 〜田中れいな卒業記念日〜 in 日本武道館
19. Rockの定義
from モーニング娘。コンサートツアー2013春 ミチシゲ☆イレブンSOUL 〜田中れいな卒業記念日〜 in 日本武道館
20. 負ける気しない 今夜の勝負
from ナルチカ 2013冬 モーニング娘。
21. ジャケット撮影メイキング&インタビュー映像

## 参加メンバー
- 5期：高橋愛・新垣里沙
- 6期：亀井絵里・道重さゆみ・田中れいな
- 7期：久住小春
- 8期：光井愛佳・ジュンジュン・リンリン
- 9期：譜久村聖・生田衣梨奈・鞘師里保・鈴木香音
- 10期：飯窪春菜・石田亜佑美・佐藤優樹・工藤遥
- 11期：小田さくら